# Bruyère cendrée
Erica cinerea
Espèce
Classification phylogénétique
Statut de conservation UICN

 LC  : Préoccupation mineure
La bruyère cendrée (Erica cinerea) est une espèce de plantes à fleurs de la famille des Ericaceae. C'est la plus commune des espèces de bruyères d'Europe.

## Description
Elle présente des fleurs rose pourpré, en grappes. Elle est commune dans les landes, en association avec la callune.

## Caractéristiques
Organes reproducteurs
- Couleur dominante des fleurs : rose
- Période de floraison : juillet-novembre
- Inflorescence : racème simple
- Sexualité : hermaphrodite
- Ordre de maturation : protogyne
- Pollinisation : entomogame, autogame

Graine
- Fruit : capsule
- Dissémination : barochore

## Habitat et répartition
- Habitat type : Landes atlantiques thermophiles
- Aire de répartition : atlantique

## Statuts de protection, menaces
Elle est classée Espèce de préoccupation mineure (LC) par l'UICN. L'espèce n'est pas considérée comme étant menacée en France.
Toutefois localement l'espèce peut se raréfier: elle est considérée comme en Danger-critique (CR) en Champagne-Ardennes.

## Utilisation
Cette espèce de bruyère est utilisée pour ses propriétés antiseptiques urinaires et diurétiques ainsi que pour éliminer l'excès d'acide urique. L'analyse de la plante a permis d'identifier l'agent thérapeutique principal: l'arbutine.

## Quelques vues de la plante

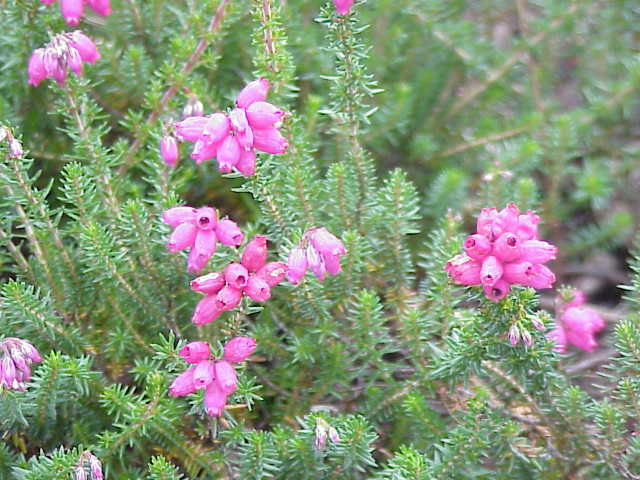
Détail.
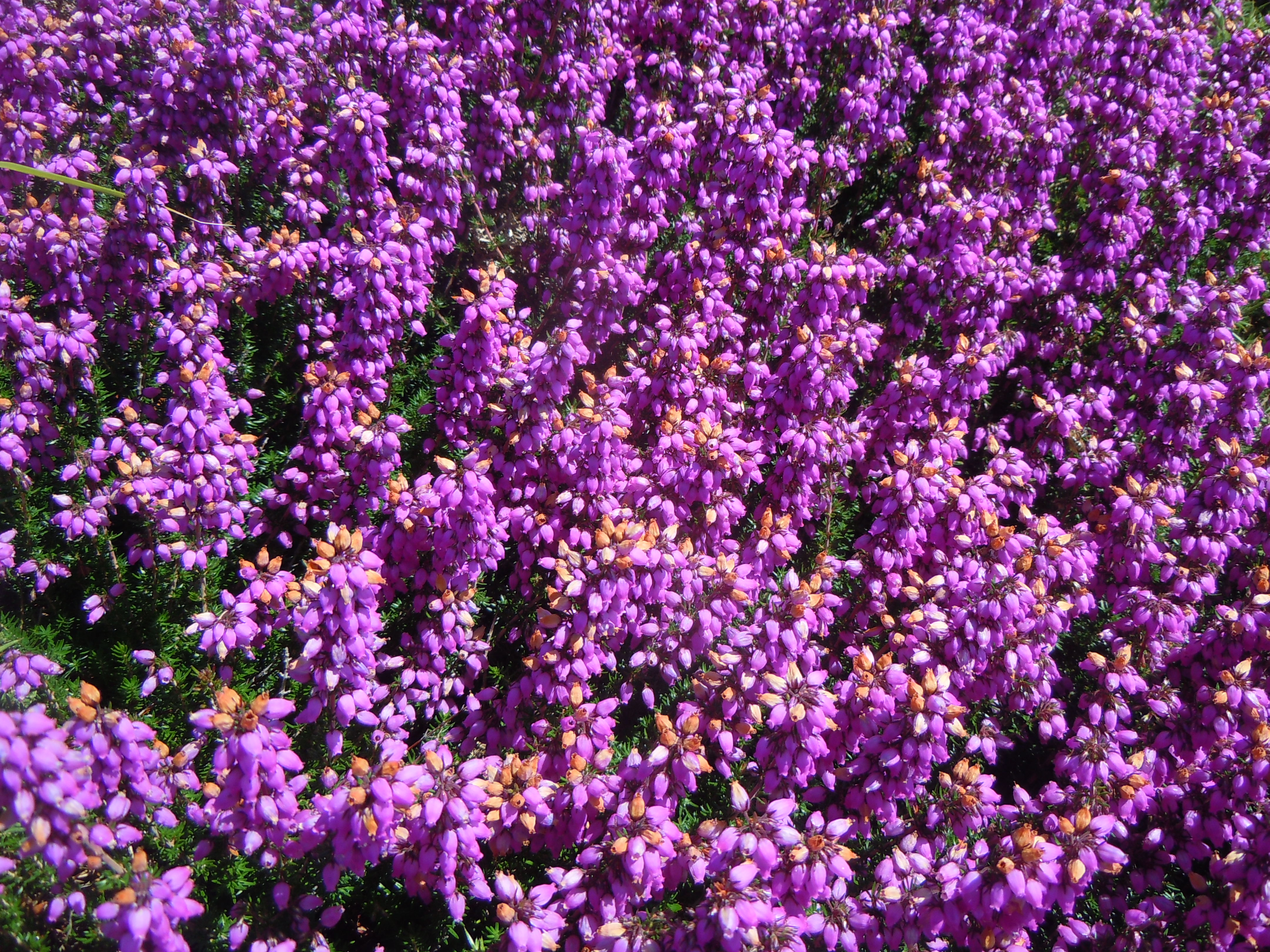
En massif dans les landes en Bretagne.

## Plantes voisines
Contrairement à la bruyère ciliée (Erica ciliaris), le style de la fleur de la bruyère cendrée ne dépasse pas la corolle et les feuilles de la  bruyère cendrée sont glabres.